# 江太新平次
江太 新平次 (えだ しんへいじ、生没年不詳)は、平安時代後期の人物。北条館の御厩舎人(馬屋番) 。

## 人物
『吾妻鏡』によると 治承4年8月17日山木館襲撃の際、北条館に留まっていて、山木館からなかなか火の手が上がらない事を案じた源頼朝は新平次に庭の木に登って山木館の様子をうかがえと命令した。新平次は木に登り確認したが、火は見えなかったため、頼朝は加藤景廉、佐々木盛綱等を山木館に向かわせた  。『頼朝一代記絵巻』には木に登る新平次の姿が書かれている。